# Mads Mensah Larsen
Mads Mensah Larsen (Nørre Aaby, Danska, 12. kolovoza 1991.) je danski rukometaš i nacionalni reprezentativac. Igra na poziciji lijevog vanjskog te je trenutno član njemačkog Flensburga, a prethodno je bio član Löwena.
Otac je iz Gane, a mati je Dankinja.
S Danskom je 2013. godine osvojio srebro na svjetskom prvenstvu u Španjolskoj. Španjolska je u finalu doslovno ponizila Dansku pobijedivši s 35:19. Nikada nijedna momčad nije izgubila s toliko razlikom kao Danci čime je stvoren novi rekord u povijesti finala svjetskog rukometnog prvenstva.
Od posljednjih većih reprezentativnih uspjeha izdvajaju se osvajanje olimpijskog zlata u Riju 2016 te svjetskog naslova 2019. gdje je Danska bila jedan od suorganizatora.

## Vanjske poveznice
- Profil rukometaša na web stranici Aalborga  Arhivirana inačica izvorne stranice od 3. studenoga 2013. (Wayback Machine)